# Furde
Furde so naselje v občini Kozarska Dubica, Bosna in Hercegovina. 

## Deli naselja
Drvenice, Furde in Stojnići.

## Prebivalstvo
| Pregled števila prebivalcev po letih | Pregled števila prebivalcev po letih | Pregled števila prebivalcev po letih | Pregled števila prebivalcev po letih | Pregled števila prebivalcev po letih | Pregled števila prebivalcev po letih |
| ------------------------------------ | ------------------------------------ | ------------------------------------ | ------------------------------------ | ------------------------------------ | ------------------------------------ |
| 1948                                 | 1953                                 | 1961                                 | 1971                                 | 1981                                 | 1991                                 |
| -                                    | -                                    | -                                    | 126                                  | 98                                   | 76                                   |

| Narodna sestava prebivalstva po letih                                                                                    | Narodna sestava prebivalstva po letih                                                                                      | Narodna sestava prebivalstva po letih                                                                                      |
| --- | --- | --- |
| 1971 | 1981 | 1991 |
| . skupaj: 126 Srbi 126 (100 %) Hrvati 0 (0,00 %) Muslimani 0 (0,00 %) Jugoslovani 0 (0,00 %) drugi in neznano 0 (0,00 %) | . skupaj: 98 Srbi 82 (83,67 %) Hrvati 0 (0,00 %) Muslimani 0 (0,00 %) Jugoslovani 16 (16,32 %) drugi in neznano 0 (0,00 %) | . skupaj: 76 Srbi 64 (84,21 %) Hrvati 0 (0,00 %) Muslimani 0 (0,00 %) Jugoslovani 12 (15,78 %) drugi in neznano 0 (0,00 %) |